# Station Limoges-Bénédictins
Station Limoges-Bénédictins is een spoorwegstation in de Franse gemeente Limoges, het belangrijkste van de twee stations in deze gemeente. 
Dit station is het verkeersknooppunt van de Limousin met jaarlijks 1,16 miljoen reizigers. De vier lijnen die hier samenkomen maken verbinding in 8 richtingen, waaronder : Parijs via Châteauroux en Orléans, Toulouse via Montauban, Poitiers, Angoulême en Périgueux.
Het stationsgebouw is een meesterwerk van eclectische architectuur en is sinds 15 januari 1975 geklasseerd als historisch monument.